# Замок Саделі
Замок Саділі — це замок в парафії Саделі, в Котсуолді, поблизу середньовічного ринкового міста Вінчкомб, графство Глостершир, Англія.

## Історія
На місці замку був укріплений маєток з XII століття. Будівництво замку Саделі розпочали в 1443 році для Ральфа Ботелера, лорда верховного скарбника Англії. Згодом його захопили і зробили власністю королів Едуарда IV і короля Річарда III, які побудували відомий банкетний зал. Король Генріх VIII і його дружина Анна Болейн відвідали замок у 1535 році. Пізніше замок став домівкою та місцем спочинку його шостої дружини Кетрін Парр, яка вийшла заміж повторно після смерті короля. Парр похована у церкві замку, що робить Саделі єдиним приватним замком у світі, на території якого похована королева Англії. Тут тричі була королева Єлизавета I. Королева влаштувала там триденну вечірку на честь поразки іспанської армади. Під час Першої громадянської війни в Англії замок використовувався як військова база королем Чарльзом I і принцом Рупертом.

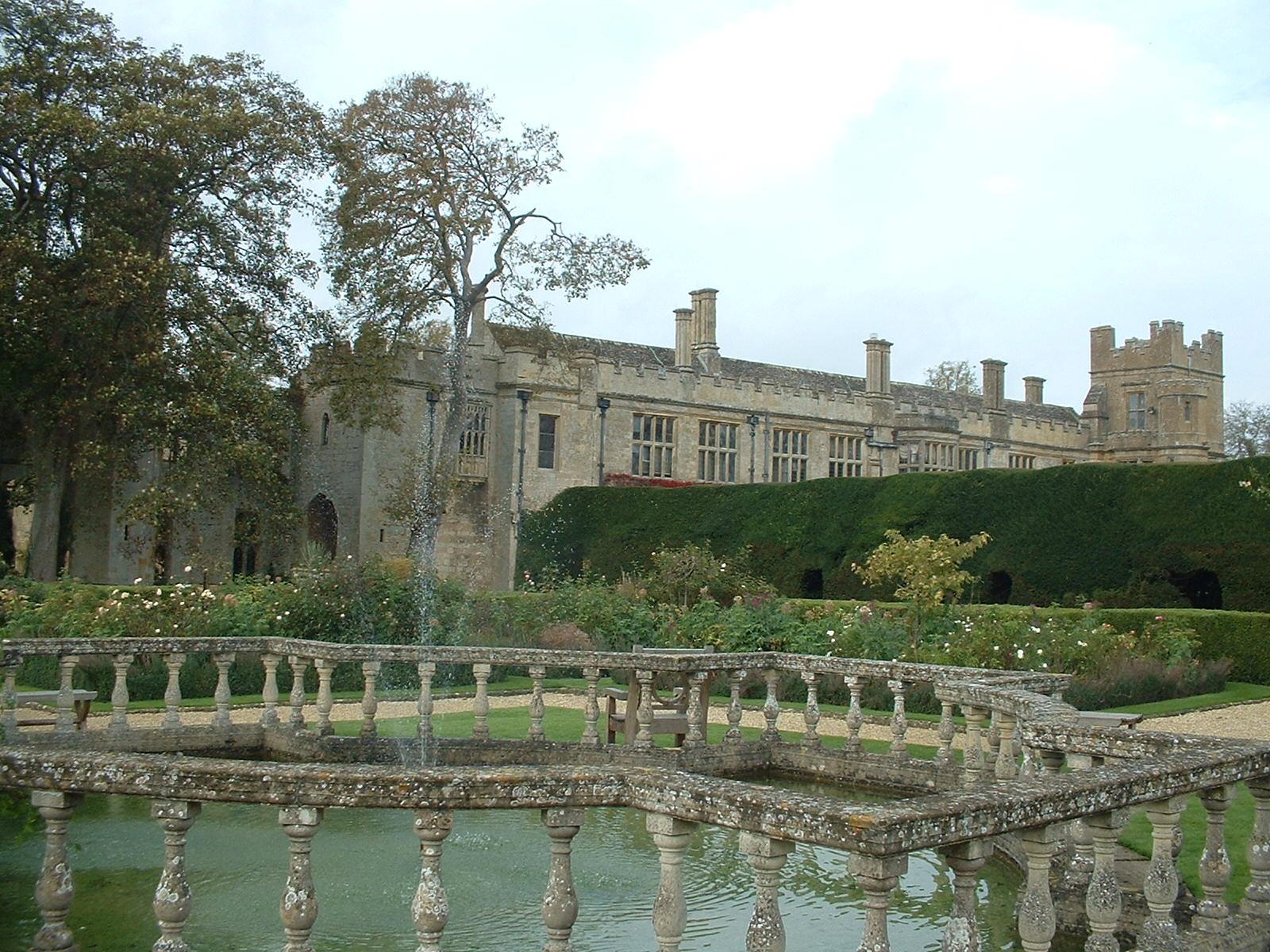
Сади королеви в замку Суделі

### XI століття
Своєю ранньою появою як королівського маєтку Саделі, швидше за все, зобов’язаний своїй безпосередній близькості до Вінчкома, який під час правління короля Оффи був столицею Королівства Мерсія. Під королівським патронатом Вінчкомб процвітав, ставши обгородженим містом із власним монастирем. 
На межі XI століття Саделі перетворився на садибу, розташовану в королівському оленячому парку, яку король Етельред Неготовий подарував своїй доньці Годі у день її весілля.

### XII століття
Під час анархії Джон де Зуделей підтримував імператрицю Матильду в її боротьбі проти її двоюрідного брата Стефана Блуазького. Після пограбування Вустера в 1139 році військами імператриці Матильди під проводом її брата Роберта Глостерського, Валеран де Бомонт, 1-й граф Вустер, помстився, захопивши Саділі та Тьюксбері.
Його укріплення були зруйновані мстивим графом Вустером, як тільки Роджер, граф Герефорд побудував заміну замку Мотт і Бейлі у Вінчкомі.

### Будівництво нинішнього замку

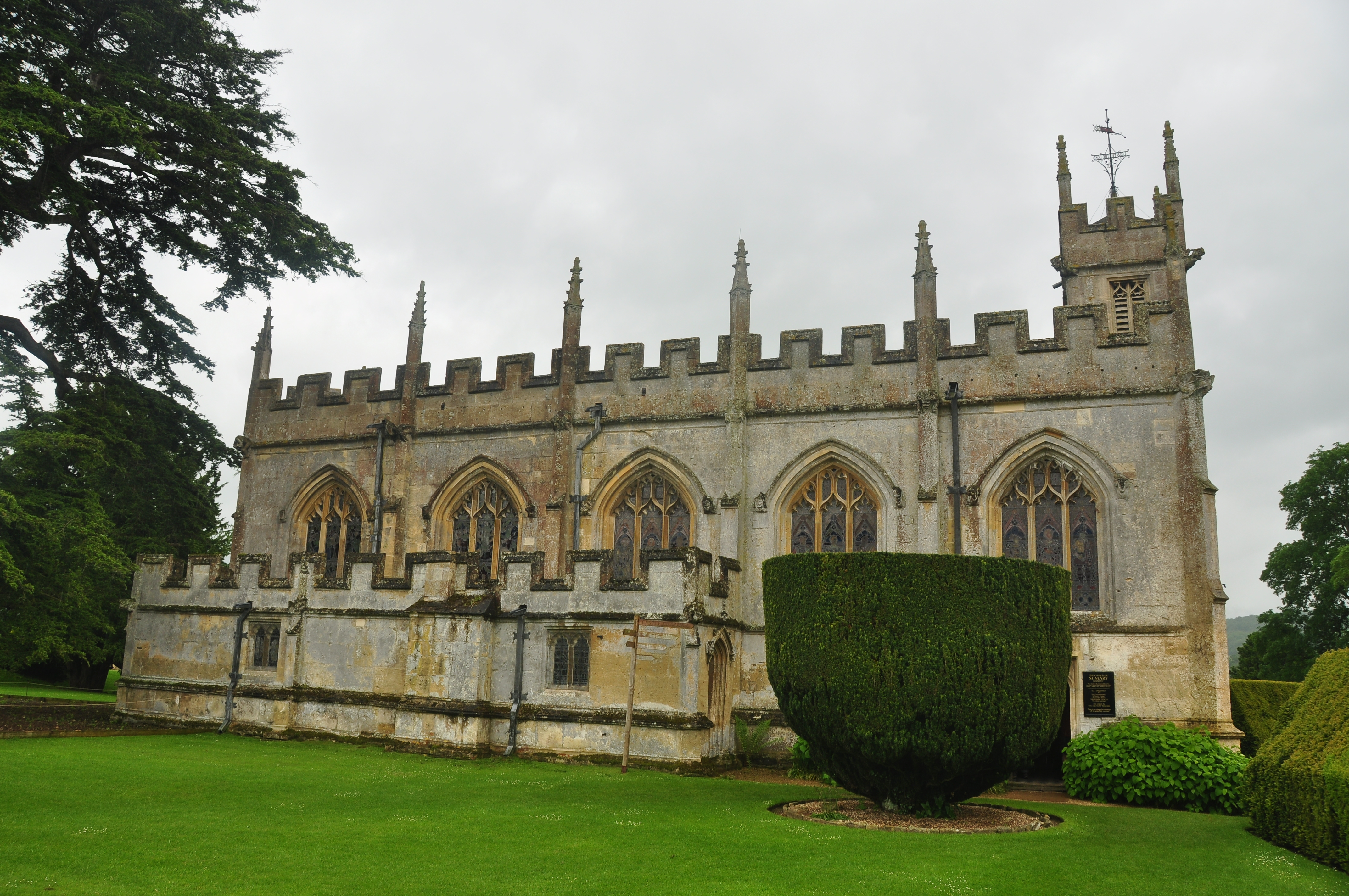
Каплиця Святої Марії, побудована близько 1460 року)

Вважалося, що на початку XV століття сім’я Ботелер успадкувала замок через шлюб із Жанною, сестрою останнього де Суделі. Вважається, що Ральф Ботелер розпочав будівництво замку в 1443 році, приблизно в той же час, коли він став лордом-верховним скарбником Англії. Ральфу не вдалося отримати королівський дозвіл на будівництво замку, і йому довелося просити прощення у короля Генріха VI. Ральф побудував замок Суделі на подвійному внутрішньому плані; причому зовнішній двір використовувався слугами та солдатами, а внутрішній двір і його будівлі були зарезервовані для використання Ральфом та його родиною. У 1449 році син Ральфа, Томас Ботелер, одружився з леді Елеонор Телбот, відомою як таємна королева Англії через її стосунки з королем Едуардом IV після смерті чоловіка. Саме ці стосунки використовував король Річард III, щоб позбавити законності дітей і спадкоємців свого брата, розчистивши собі шлях до корони.

### Річард III

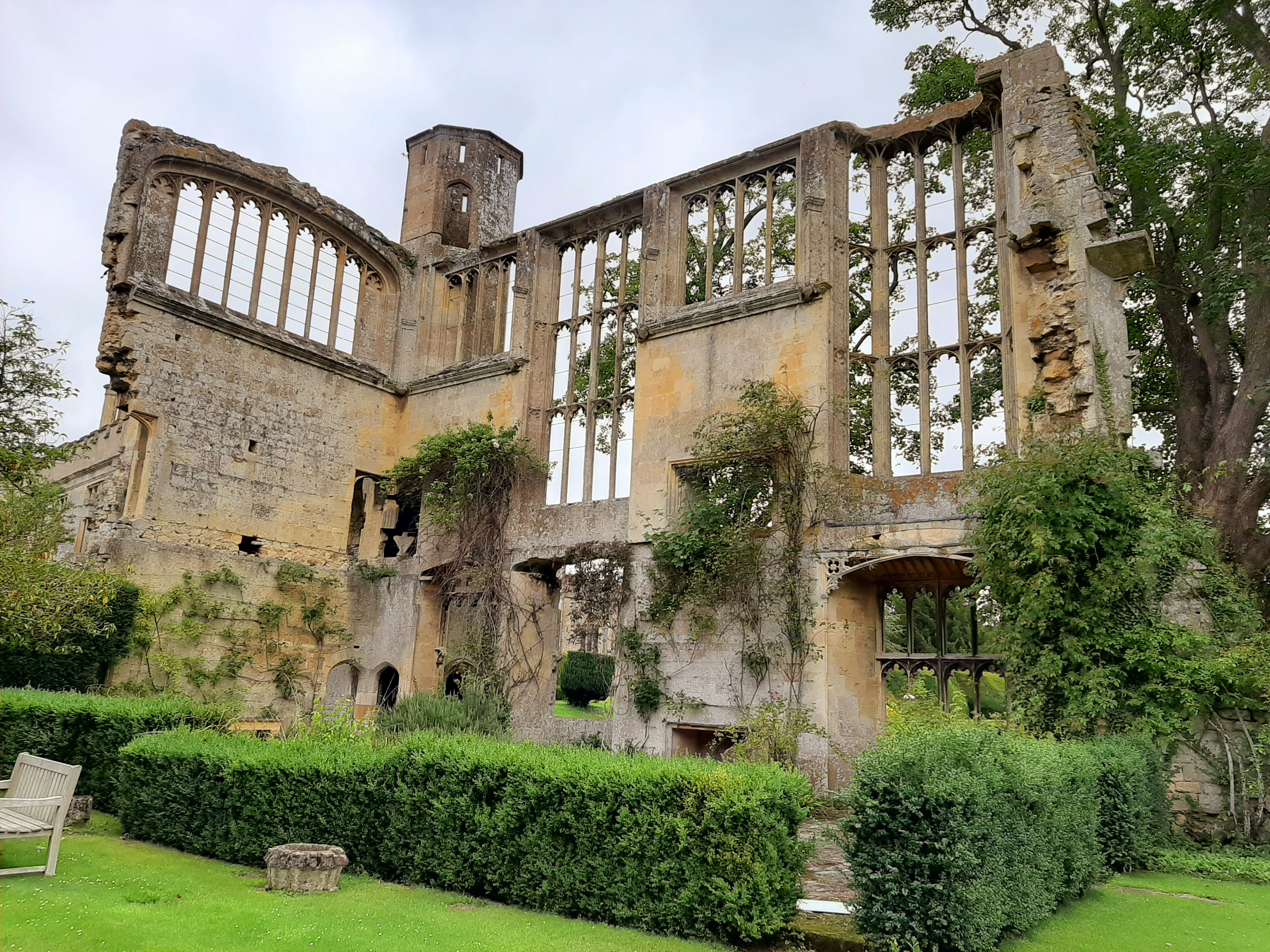
Банкетний зал «Річард III».

У 1469 році Ральф був змушений продати короні Суделі та шість інших маєтків. Король Едуард IV подарував Суделей своєму братові Річарду, герцогу Глостерському, який використовував його як військову базу перед битвою при Тьюксбері в 1471 році. Річарду приписують будівництво великого банкетного залу в Суделі. Цей зал був побудований за останньою модою свого часу, на першому поверсі використовувався для зустрічі гостей і бенкетів, а верхній великий зал зберігався спеціально для короля та його особливого гостя, з його власними спальнями. 

### Кетрін Парр

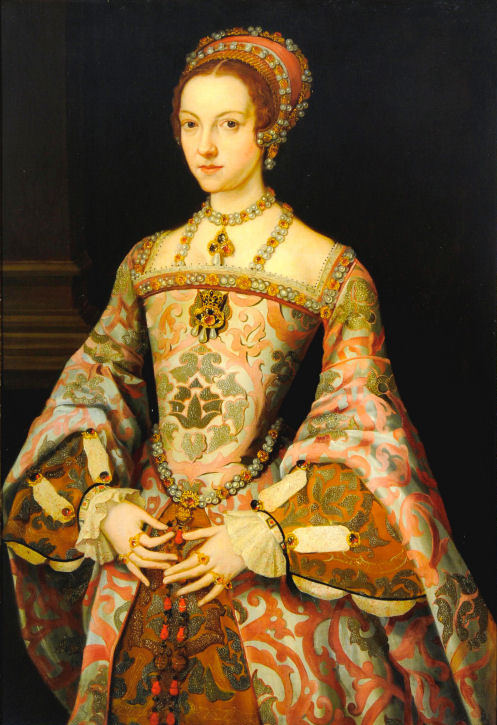
Портрет королеви Катерини Парр Мелтона Констебля або Гастінгса

Під час свого правління король Генріх VIII зупинявся в Суделі лише один раз, під час королівської подорожі 1535 року з королевою Анною Болейн.  

### Кінець XVI ст

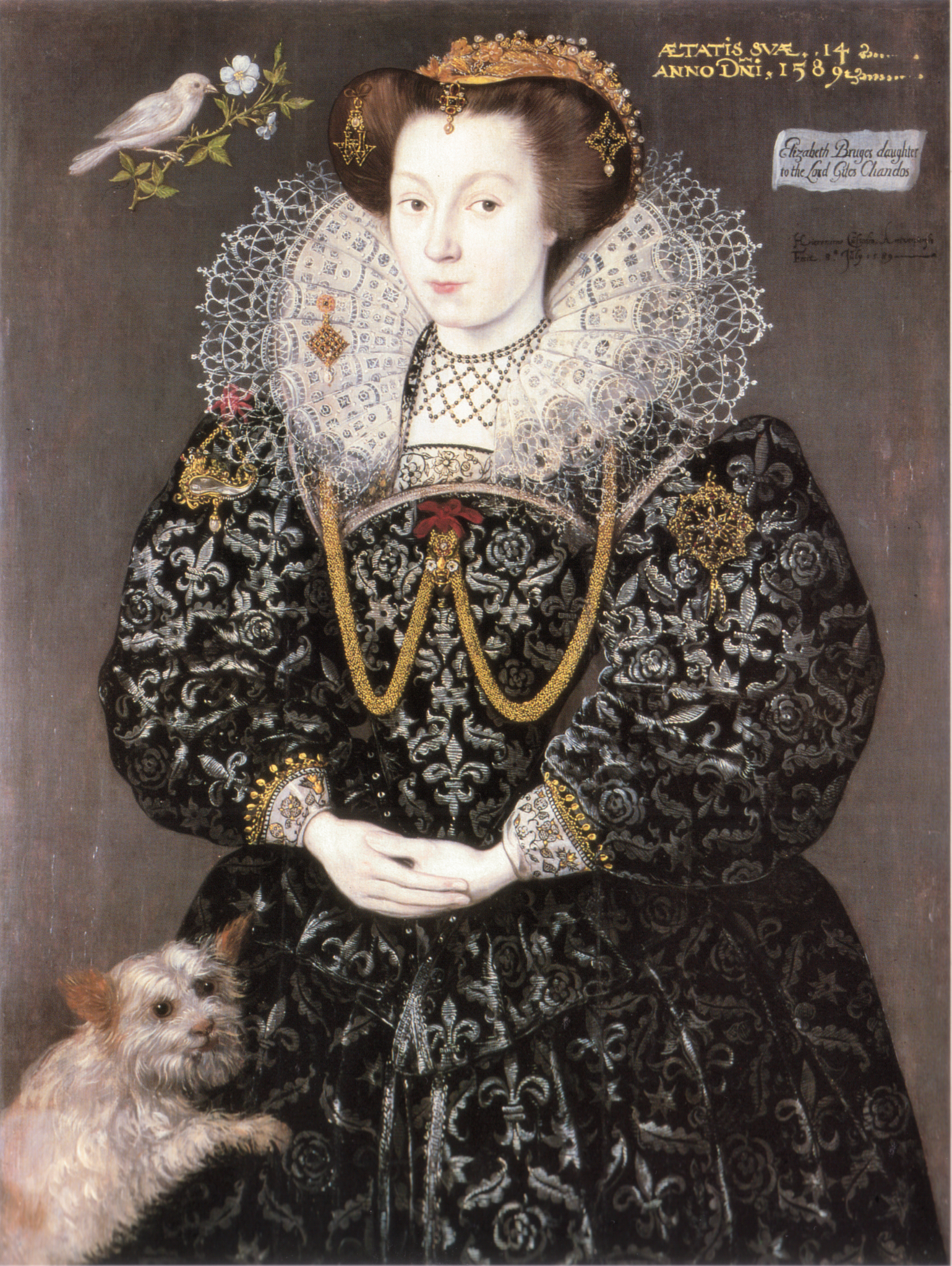
Підписаний і датований портрет Елізабет Бріджес. У 1589 році вона стала фрейліною Єлизавети I.

8 квітня 1554 року королева Марія підняла Джона Бріджеса до барона Чандоса Саделейського. Раніше він був лейтенантом Лондонського Тауера, подружився з леді Джейн Грей. Він був тим, хто привів Джейн до страти, поки вона була під його опікою. Його син Едмунд Бріджес  реконструював замок у 1560-х і 1570-х роках, майже повністю перебудувавши зовнішній двір. Щорічні розкопки  проводяться археологами  з 2018 року

### Громадянська війна в Англії

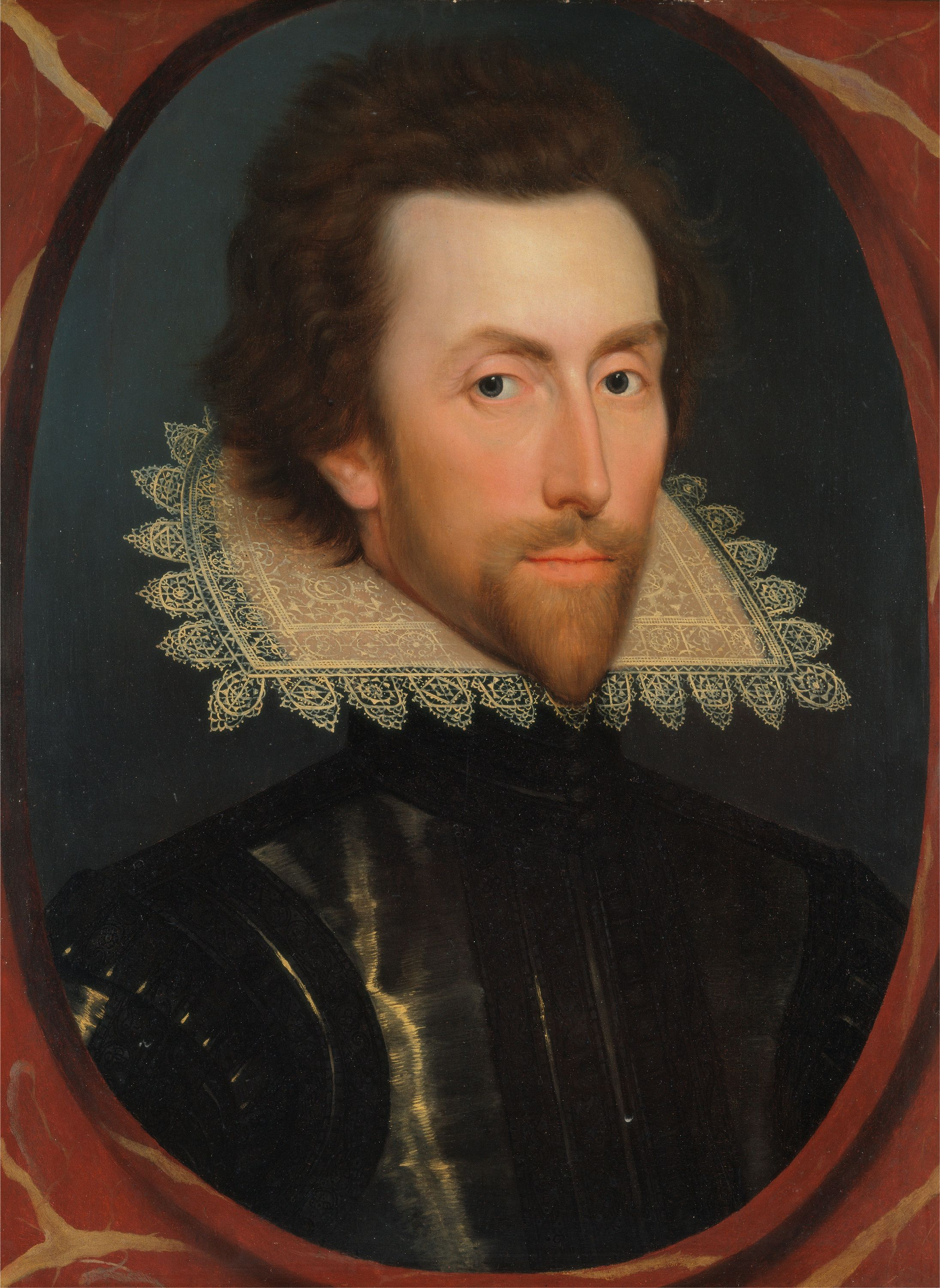
Грей Бріджес, 5-й барон Чандос «Король Котсуолда»

Під керівництвом сім’ї Чандос Саділі продовжував процвітати та процвітати. Останнім королівським окупантом Суделі став король Карл I під час Громадянської війни в Англії, війни, яка точилася між королем і парламентом.

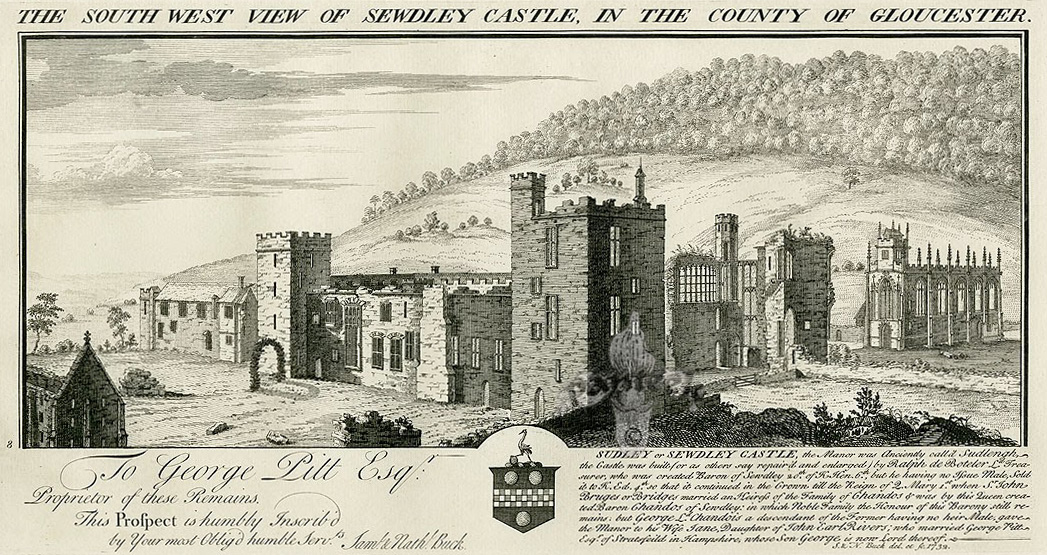
Гравюра замку Суделі в 1732 році, що показує зруйнований внутрішній двір і все ще зайнятий зовнішній двір.

Протягом майже двох століть замок здебільшого залишався в руїнах, але ніколи не став повністю покинутим.
У 1837 році замок Суделі придбали брати Джон і Вільям Денти з Вустера, заможні виробники рукавичок. На момент купівлі замок був «зруйнований, але частково зайнятий орендарями».  

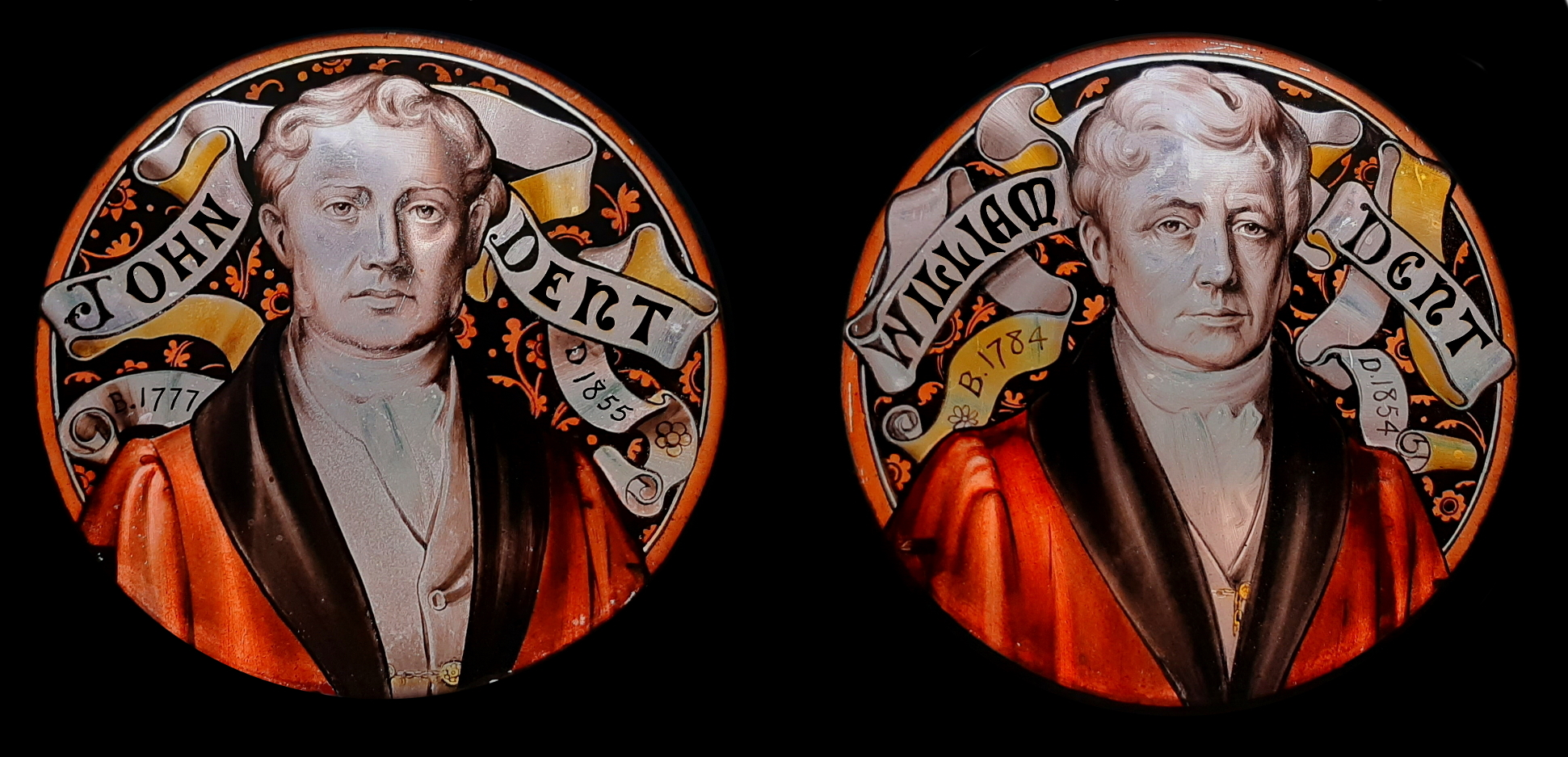
Джон і Вільям Дент, брати, які зробили свої статки в рукавичках і придбали та відреставрували замок у 1837 році

Один із попередніх орендарів, Джон Еттвуд, перетворив замок на громадський будинок  

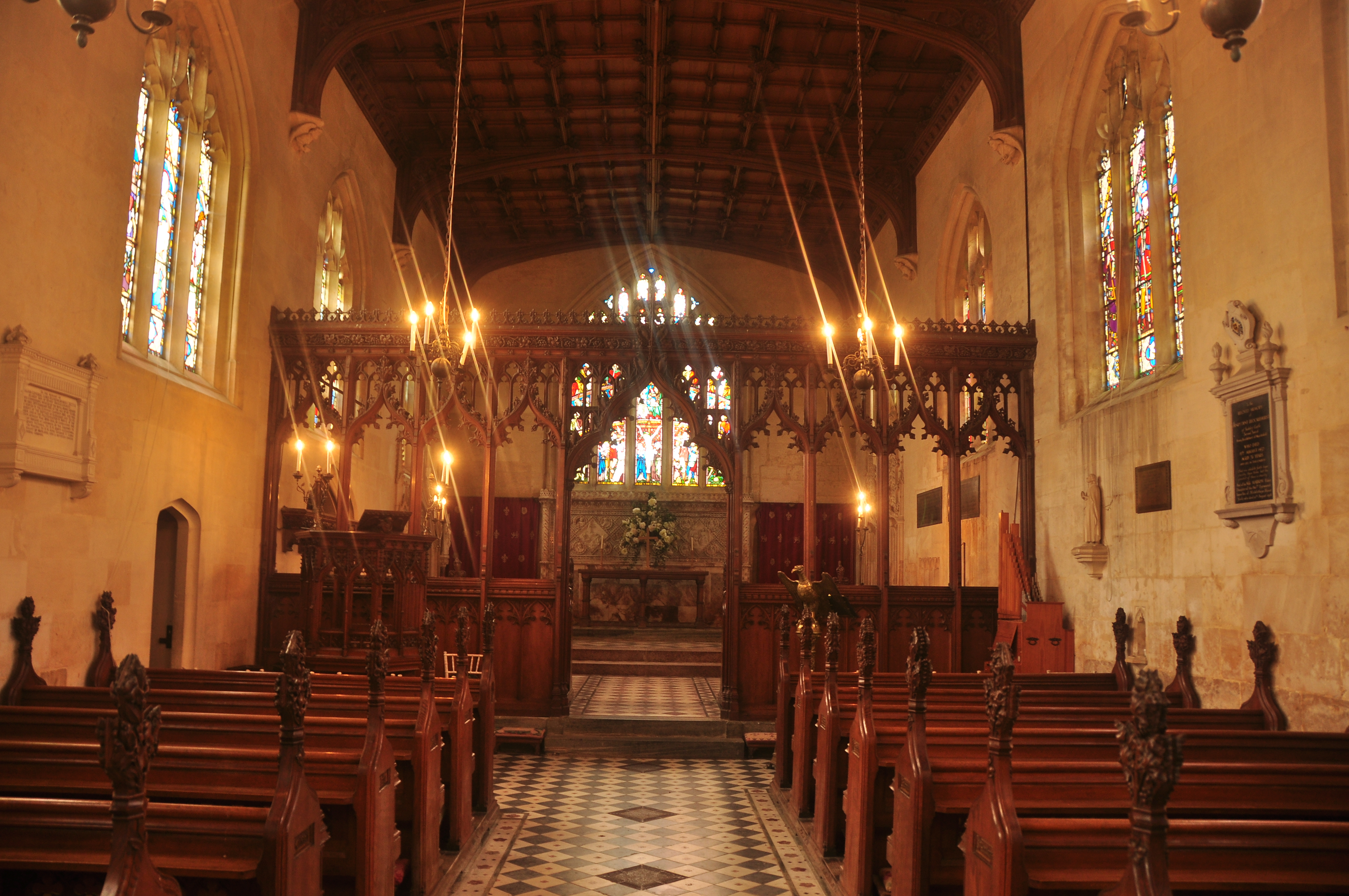
Каплиця Святої Марії

Каплиця входить до списку власності I* як «Церква Святої Марії». У резюме зазначено: «Приблизно 1460 рік для Ральфа Ботелера, пізній C15 або початок C16 північного проходу, відреставрований у 1859-63 рр. сером Г. Г. Скоттом для Дж. Сі Дента». 

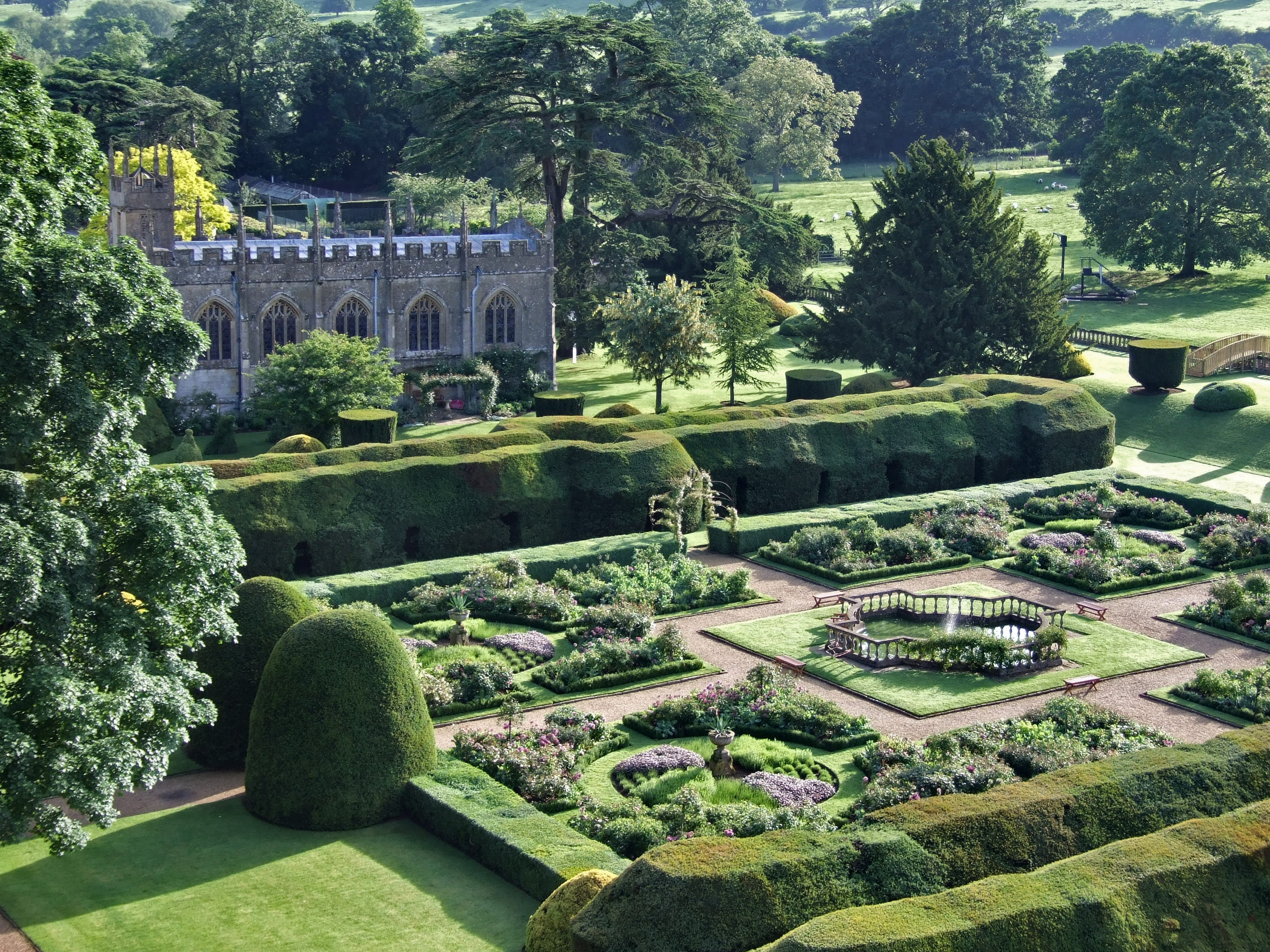
Королевський сад

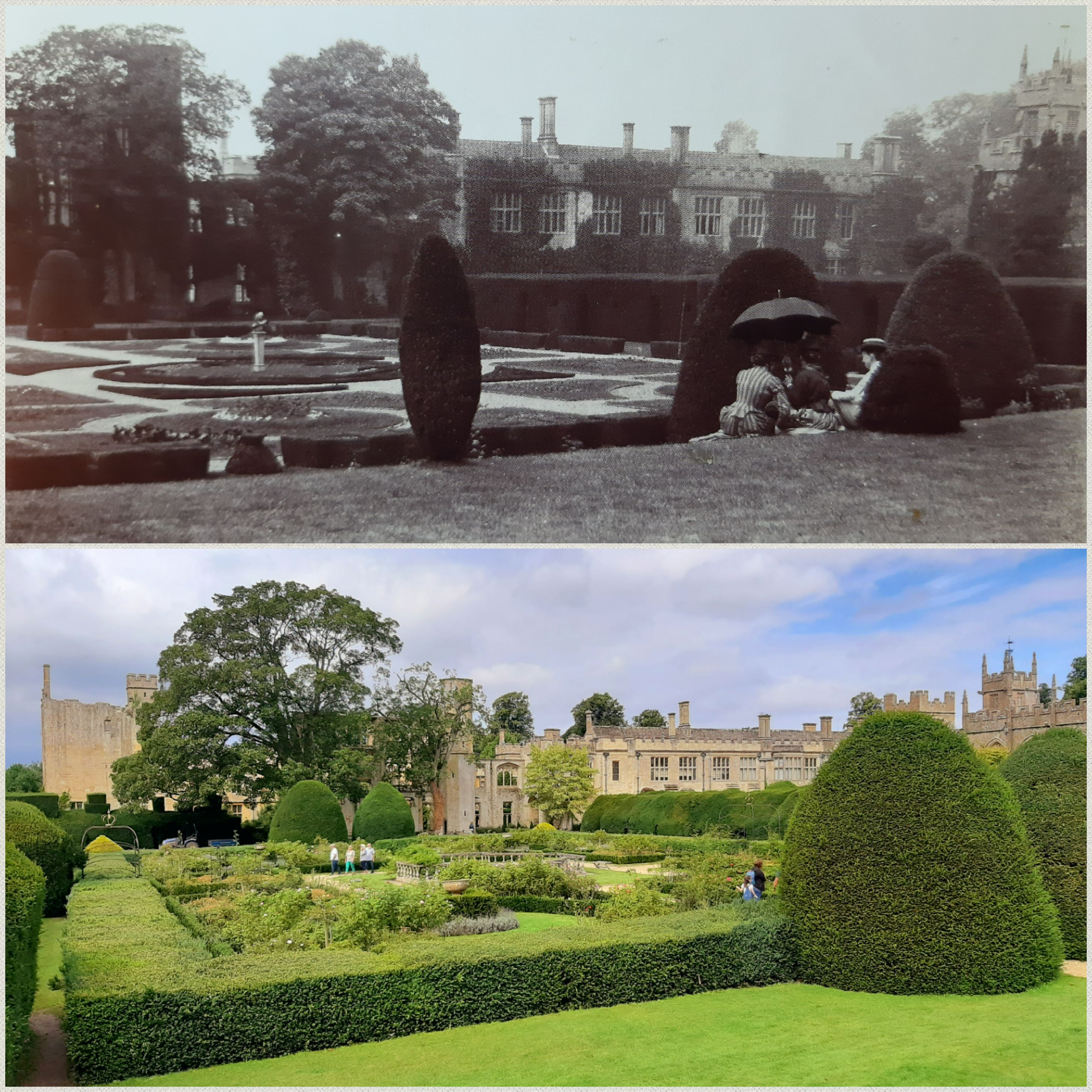
Порівняння саду королеви вікторіанської епохи та сьогодні

## Туристичні пам'ятки
Замок Суделі — туристична визначна пам'ятка з початку XVIII століття.  Замок, як романтичні руїни, вітав короля Георга III, який відвідав його в 1788 році під час купання в Челтнемському спа.
Сьогодні Саділі є одним із небагатьох замків, що залишилися в Англії, які є приватною резиденцією. Сім'я Дент-Броклхерст працює над тим, щоб зробити замок і сади максимально доступними для широкої публіки.  

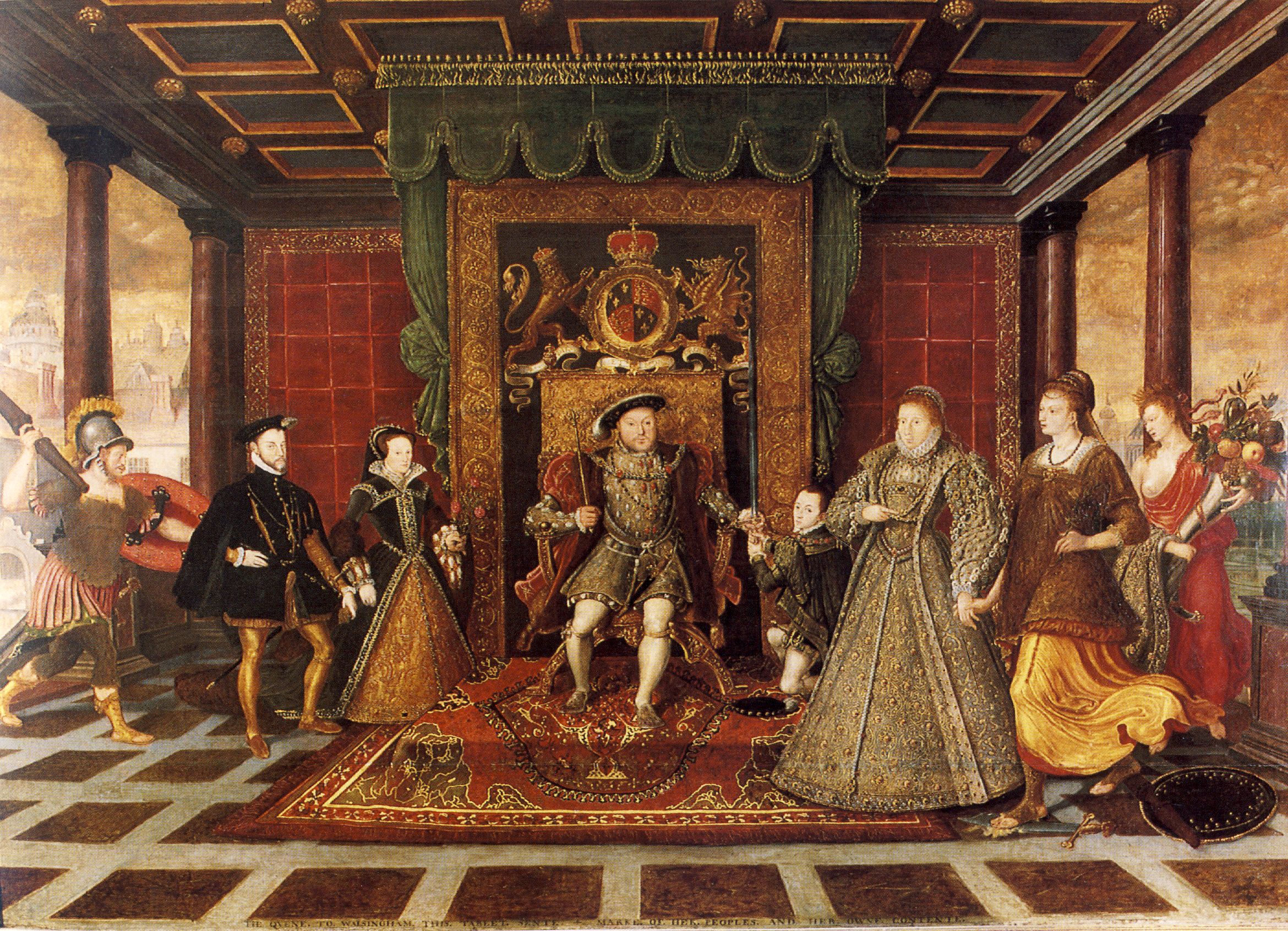
«Алегорія спадкоємства Тюдорів» на замовлення королеви Єлизавети I

Замок проводить спеціалізовані мистецькі тури, які проводять невеликі групи відвідувачів навколо приватних кварталів, щоб побачити мистецтво; однак їх потрібно бронювати заздалегідь, щоб гарантувати наявність.
Це добірка деяких творів мистецтва, представлених у замку.
- Алегорія спадкоємства Тюдорів, створена королевою Єлизаветою I для свого керівника шпигунів сера Френсіса Волсінгема та приписується Лукасу де Гере .
- Підйом річки Стур у Стоурхед, Дж.М.В. Тернер . Датується 1817 роком і виставлявся в Королівській академії мистецтв у 1825 році; Тейт зберігає підготовчі ескізи до цієї картини.[8]
- Портрет Пітера Пауля Рубенса роботи Ентоні Ван Дейка.[9]
- Флора Бернардіно Луїні, написана близько 1515 року
- Мініатюра короля Генріха VIII, приписувана Луку Горенбуту
- Мініатюра королеви Катерини Парр Ганса Гольбейна Молодшого

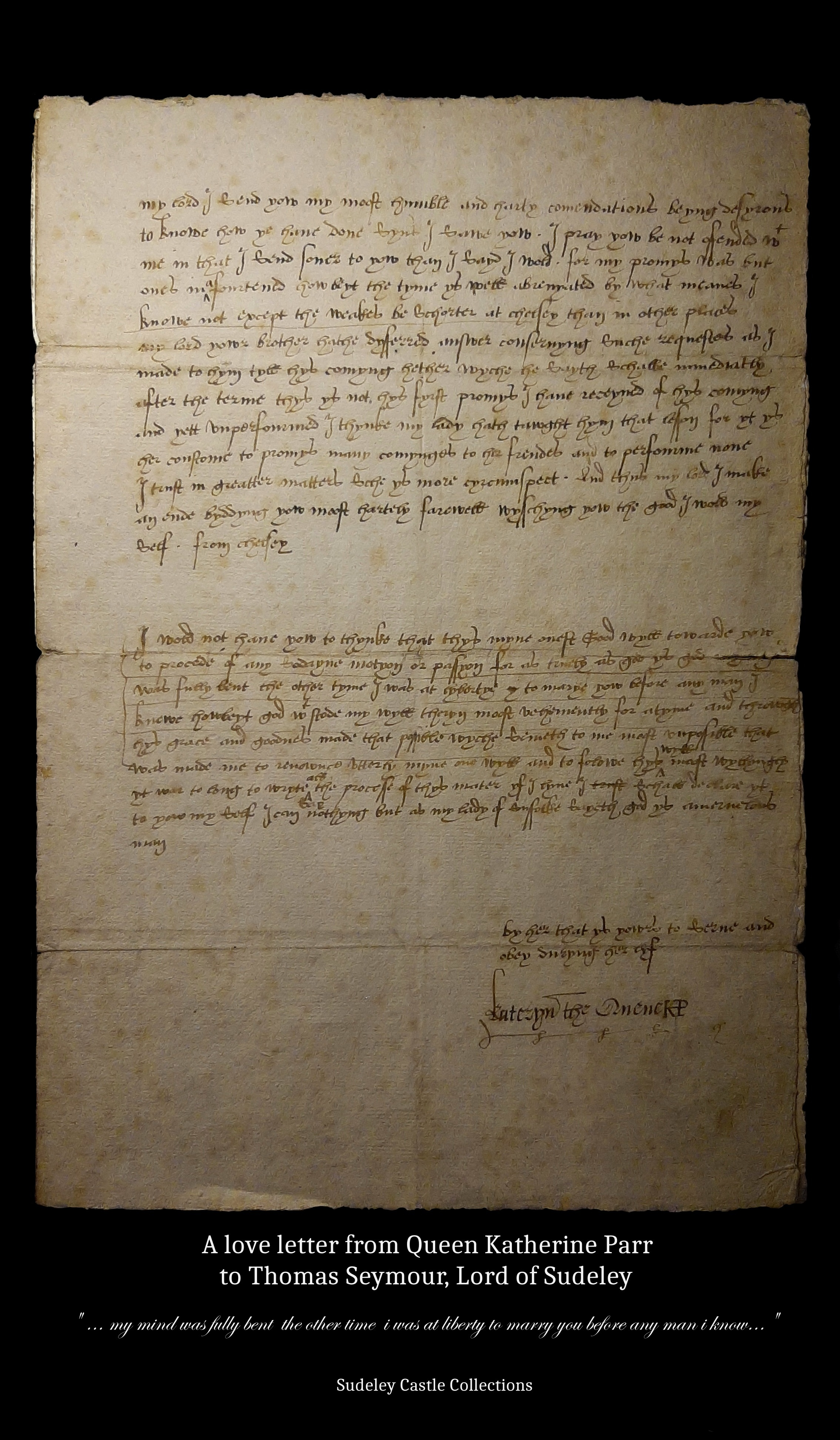
Лист Кетрін Парр до Томаса Сеймура, у якому вона освідчується йому в коханні – на виставці в Sudeley

### Текстильна колекція
Колекція текстилю замку Суделі була зібрана Еммою Дент у XIX столітті. Це одна з найкращих колекцій у країні та деякий час була позичена Музею Вікторії та Альберта в Лондоні. Це добірка текстилю замку.
- Скринька Sudeley Stumpwork, датована приблизно 1660 роком
- Жилет, який належав королю Карлу I
- Мереживний балдахін XVI століття,  виготовлений королевою Анною Болейн для хрещення королеви Єлизавети I
- Фрагмент тканини, як кажуть, походить від сукні королеви Катерини Парр після повторного відкриття та відкриття її гробниці в 1782 році
- Гобелен Шелдона початку XVII століття[10][11][12] витканий із вовни, шовку та металевих ниток, із квітковим орнаментом і біблійними сценами.

## Культура
Вважають Саділі моделлю замку Блендінгс у романах П. Г. Вудхауса. Там  знята адаптація фільму Водхауса (1995) для телебачення BBC. Замок використовувався як локація в інших фільмах і на телебаченні, в тому числі Отець Браун, Путівник американського аристократа до великих маєтків (2020) та Іспанська принцеса (2020). 
Замок має 10 відомих садів, які охоплюють близько 15 акрів у межах маєтку площею 1200 акрів, розташованого на пагорбах Котсуолд.